# Traité de Corbeil (1326)
Pour les articles homonymes, voir Traité de Corbeil.

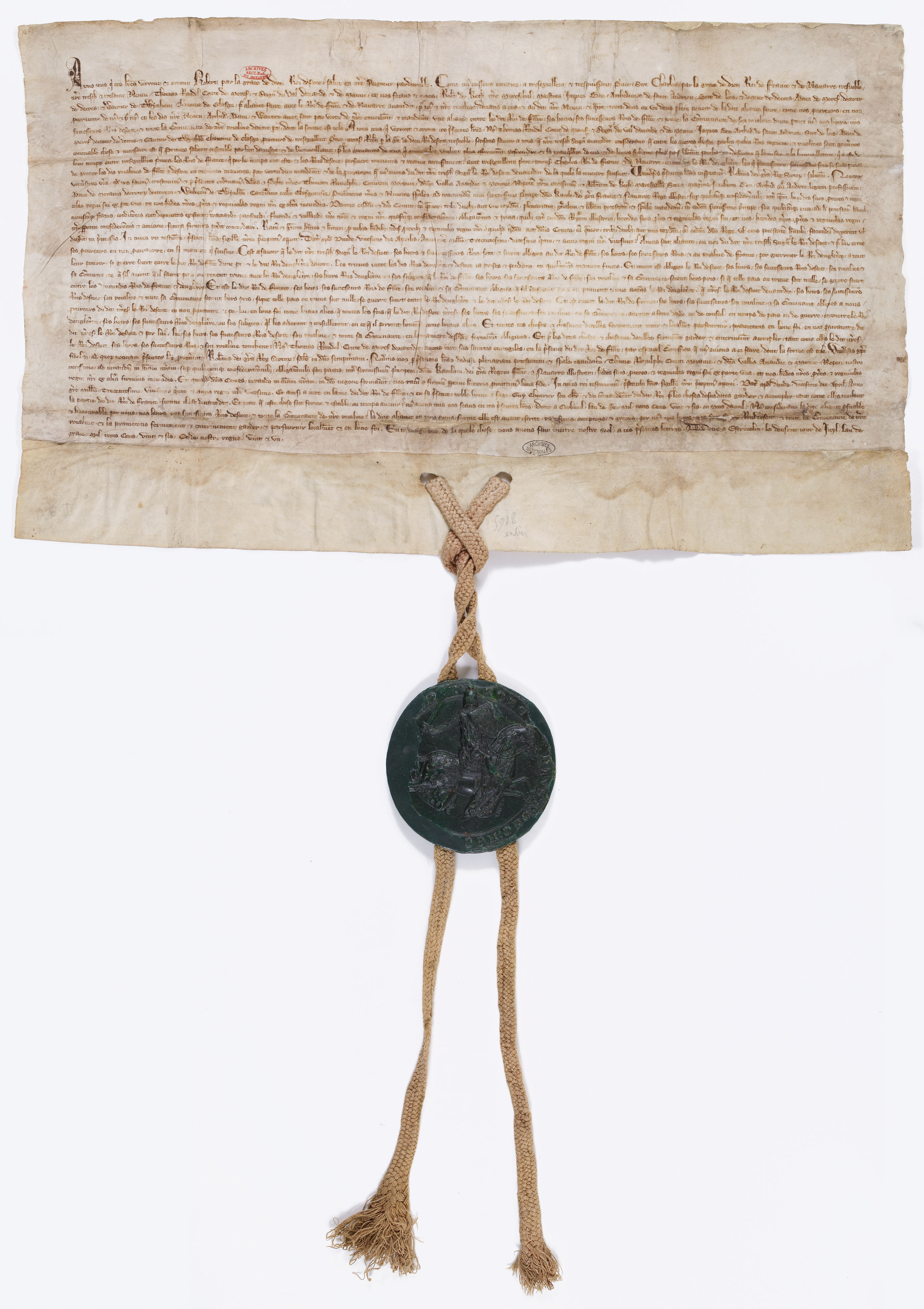
Acte de ratification par Robert Bruce le 12 juillet 1326 à Stirling du traité passé en avril avec Charles IV

Le traité de Corbeil est signé en avril 1326 entre l'Écosse et la France, au prieuré de Saint-Jean-en-l'Isle à Corbeil-Essonnes, et plus particulièrement entre Robert Ier d'Écosse (plus connu sous le nom de Robert De Brus) et Charles IV.

## Historique
Le traité de Corbeil renouvelle l'Auld Alliance de 1295. Il confirma l'obligation de chacun de déclarer la guerre et de se joindre à l'autre si l'un des deux était attaqué par l'Angleterre. Thomas Randolph (1er comte de Moray) était à la tête de la délégation écossaise (alors sous le règne de Robert Ier d'Écosse). Outre le fait d'être un jalon important pour les relations entre le royaume de France et le royaume Écosse, il constitue pour Robert I un moyen d'affirmer sa légitimité en tant que souverain d'Écosse.